# Imblattella chagrensis
Imblattella chagrensis är en kackerlacksart som först beskrevs av Morgan Hebard 1920.  Imblattella chagrensis ingår i släktet Imblattella och familjen småkackerlackor.
Artens utbredningsområde är Panama. Inga underarter finns listade i Catalogue of Life.